# Lietzow
Lietzow település Németországban, Mecklenburg-Elő-Pomeránia tartományban. Lakosainak száma 234 fő (2023. december 31.).

## Népesség
A település népességének változása:
| Lakosok száma | 275  | 261  | 244  | 246  | 243  | 240  | 234  |
|               | 2010 | 2015 | 2017 | 2019 | 2021 | 2022 | 2023 |